# 톈양구
톈양현(한국어: 전양현, 중국어: 田阳县, 병음: Tiányáng Xiàn)은 중국 광시 좡족 자치구 바이써 시의 현급 행정구역이다. 넓이는 2395km2이고, 인구는 2007년 기준으로 340,000명이다.

## 행정 구역
7개 진, 3개 향을 관할한다.
- 진: 田州镇, 那坡镇, 坡洪镇, 那满镇, 百育镇, 玉凤镇, 头塘镇.
- 향: 洞靖乡, 巴别乡, 五村乡.